# 3223 Forsius
3223 Forsius è un asteroide della fascia principale del diametro medio di circa 20,7 km. Scoperto nel 1942, presenta un'orbita caratterizzata da un semiasse maggiore pari a 2,6059924 UA e da un'eccentricità di 0,1449370, inclinata di 10,04080° rispetto all'eclittica.